# Rachel Polonsky
Rachel Polonsky – brytyjska historyk. 

## Biogram
Zajmuje się dziejami kultury rosyjskiej XIX-XX wieku, zwłaszcza literaturą. Jest wykładowcą Murray Edwards College w Cambridge. Autorka licznych esejów, artykułów i recenzji ogłaszanych zwłaszcza na łamach "The New York Review of Books", "The Times Literary Supplement". Jej książka Molotov’s Magic Lantern zdobyła główną nagrodę w konkursie Dolman Travel Book Award 2011. Zasłynęła też krytyczną recenzją książki Orlando Figesa Taniec Nataszy. Z dziejów kultury rosyjskiej. 

## Wybrane publikacje
- English literature and the Russian aesthetic renaissance, Cambridge: Cambridge University Press 1998.
- Molotov’s Magic Lantern: A Journey in Russian History, Faber & Faber 2010.

## Publikacje w języku polskim
- Latarnia magiczna Mołotowa: podróż w historię Rosji, tł. Marek Król, Kraków: Wydawnictwo Uniwersytetu Jagiellońskiego 2013.